# Jorge Andrade (dramatiker)
Jorge Andrade, född 21 maj 1922 i Sao Paulo, Brasilien, död 13 mars 1984 i Sao Paulo, var en brasiliansk dramatiker.

## Biografi
Andrade väckte uppmärksamhet under sin studietid med pjäsen A moratória ("Moratoriet, 1955). Han kom att författa tekniskt komplicerade verk med olika scenplan och korsande eller parallella dialoger. Med pjäsen Vereda da salvação ("Frälsningens väg", 1964) där svältande lantarbetare i religiöst raseri dödar fyra barn, ådrog sig Andrade den konservativa teaterns misstycke, samtidigt som han prisbelönades av kulturministeriet. I sina senare verk tog han främst upp historiska ämnen.